# Raymond Thevenot
Raymond Thevenot (Ginebra, 1942 - Lima, 2005) fue un músico suizo especializado en aerofonos andinos.

## Biografía
A los 8 años empezó a aprender flauta traversa en el conservatorio de música de su ciudad. A los 11 años tiene sus primeros contactos con la música de América Latina, y que coincide con la llegada a Europa de melodías folklóricas provenientes de Brasil, Argentina y Paraguay, —las que se hacen populares a principios de la década de 1950. Por aquella época, comienza también la carrera internacional de la cantante peruana Yma Sumac, mientras que Thevenot tiene la oportunidad de ver las primeras películas documentales sobre los Andes con música auténtica grabada en la sierra del Perú.
En este contexto, Thevenot abandona los estudios clásicos y comienza a trabajar y practicar los temas sudamericanos con su flauta traversa. En 1967, en conjunto con otros dos suizos, decidió formar un conjunto, encargándose de los instrumentos de viento (quena, zampoña, pinkillo y rondador); dicho trío se denominó «Los Quetzales», con el que, después de ganar dos concursos en Francia y Suiza, grabó dos LP en 1970 y 1971 respectivamente, y que fueron editados tanto en Suiza como en Francia. En el año 1972 abandona el grupo para establecerse en Lima, decidido iniciar su carrera solista. Durante este mismo año se casa con su pareja de origen peruano, con quien tuvo dos hijos.Yasmina a quien compuso un hermoso vals peruano "Yasminacha" y Jose que también le dedicó una alegre cumbia peruana con estilo colombiano "Pepe Bailarín".
En Perú, lideró la formación del conjunto «MacchuPicchu» y rápidamente grabó su primer LP para RCA Perú. Entre 1977 y 1984 realizó diversas presentaciones a nivel internacional, mientras que al mismo tiempo grabó ocho discos de 30 cm y dos LP para CBS Perú.
Como productor de quena, fabricó y perfeccionó desde el año 1976 un modelo exclusivo conocido internacionalmente bajo el nombre de «Quena de Concierto Thevenot», asimismo ha colaborado en la publicación de dos libros denominados: Método de quena I y II.Dichos libros han sido publicados en diversas revistas peruanas con temas clásicos del folclor peruano y con notas escritas e interpretadas por el destacado músico.
A diferencia del maestro Alejandro Vivanco Guerra, otro virtuoso de la quena peruana quien fue condecorado con el grado de "Amauta" por el Ministerio de Educación del Perú, Raymond Thevenot nunca recibió una condecoración oficial u homenaje en vida. El viernes 5 de noviembre de 2010 recibió un HOMENAJE POSTUMO actividad realizada por el musicólogo trujillano Juan Carlos Asmat Zavaleta con el apoyo del recién creado CENTRO CULTURAL de la Universidad Nacional de Trujillo.La mencionada universidad en manos de su vicerrectora académica Vilma Méndez Gil entregó una Diploma y Medalla al quenista Franklin Gonzales Lujan para entregar a los familiares de la familia Thevenot radicados en Suiza. 
Hay que recordar que entre los temas que más han resaltado en la quena de Thevenot, se encuentran "Dolor Indio" composición del Alejandro Vivanco Guerra,"Alma Quiteña" un albazo ecuatoriano composición suya.Uno de los temas más aclamados fue "El Chukikuj" un bello huayno ayacuchano en honor a un pajarillo peruano que vuela por los andes. 
Sobre el aporte de Thevenot se ha escrito un ensayo "RAYMOND THEVENOT LA QUENA DE ORO DEL PERU Y DEL MUNDO" escrita por el profesor Juan Carlos Asmat Zavaleta y publicada en el diario NUEVO NORTE de Trujillo en noviembre del 2010.
Raymond Thevenot, junto al argentino Uña Ramos y el peruano Alejandro Vivanco están considerados como los quenistas que más han aportado a la música andina sudamericana.
Algunas frases célebres de Raymond Thevenot:
```
* "La quena es el alma de los Andes."
* "La música es un lenguaje universal que une a las personas."
* "Es importante preservar y difundir la música tradicional andina."
```

## Discografía[3]

### Con Los Quetzales
- 1970 Les flûtes indiennes de Los Quetzales
- 1972 Flautas indígenas / ¡Vamos! / Las quenas de R. Thevenot y Los Quetzales / Las quenas de Thevenot (distintas ediciones del mismo álbum

### Con el conjunto Macchu Picchu
- 1974 Una quena a través de Los Andes I
- 1978 Una quena a través de Los Andes II
- 1978 Una quena a través de Los Andes III
- 1979 La quena de Thevenot

### Solista
- 1977 Kori maki
- 1978 Quena mágica (recopilatorio)
- 1979 La quena del inka
- 1981 Yawar inka
- 1985 Quena ardiente
- 1986 Perú eterno
- 1994 Puro Perú
- 1996 Corazón andino
- 1997 Quena sin fronteras
- 2006 The latin american music (recopilatorio póstumo)

## Obras
- Thévenot, Raymond (1979). Quena y folklore latinoamericano. Lima: Los Pinos. p. 92.
- Thévenot, Raymond (1984). Método de quena. Lima: Los Pinos. ISBN 9788489291164.